# Бусификация

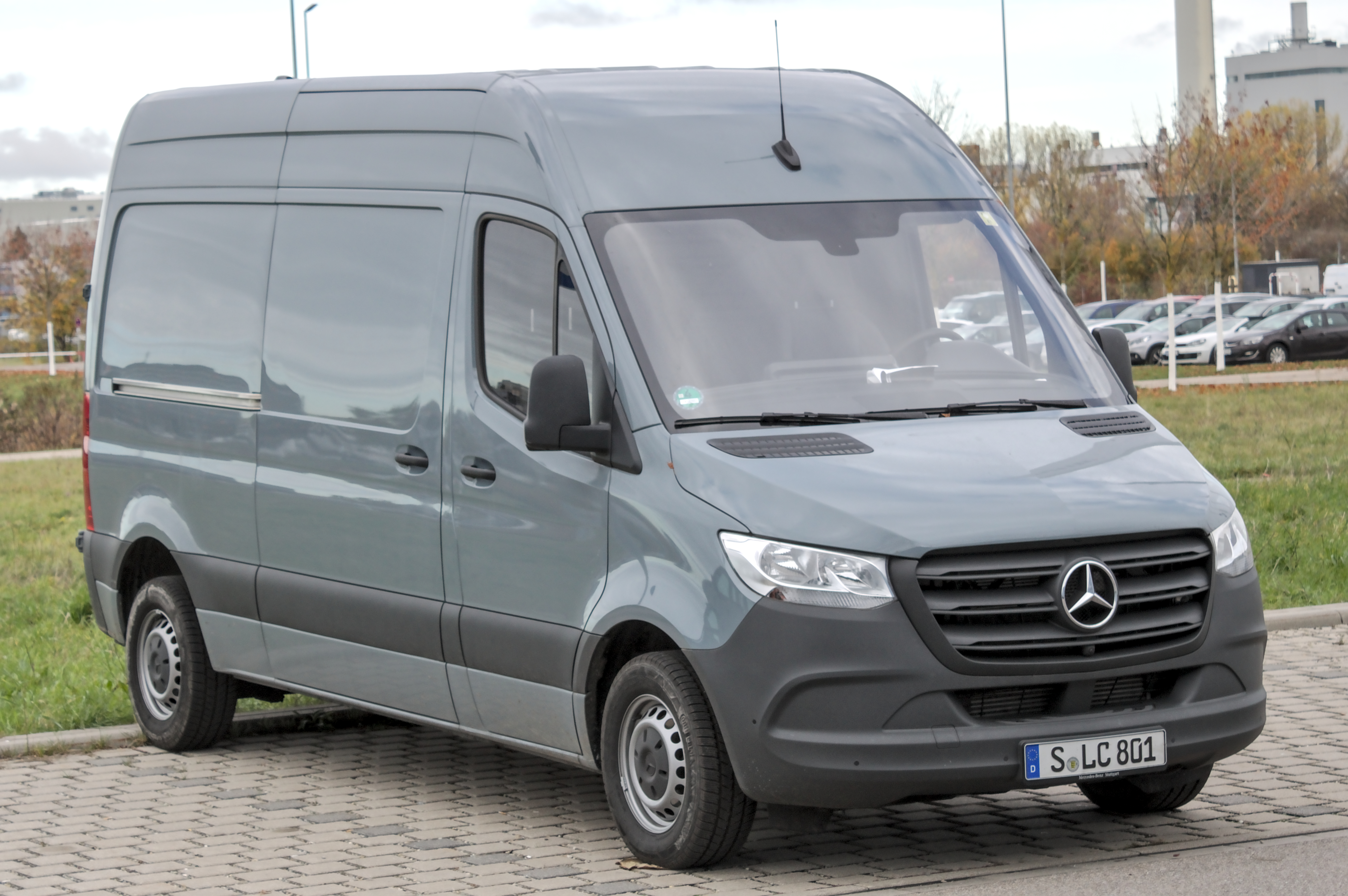
«Бус» (от bus) в разговорной речи означает микроавтобус или автобус.

«Бусифика́ция» (укр.  Бусифікація) — иронический неологизм, возникший в украинском информационном пространстве во время всеобщей мобилизации в ходе российского вторжения. Слово используется для обозначения ситуаций, когда сотрудники территориальных центров комплектования (ТЦК) и правоохранительных органов насильно загружают мужчин призывного возраста в автобусы.
Термин происходит от слова «бусик» (от англ. bus) — народного названия микроавтобусов, которые используют представители власти для транспортировки задержанных в центры комплектования.

## Масштабы
Как сообщает ТСН, за первые девять месяцев 2024 года уполномоченный по правам человека Дмитрий Лубинец получил более полутора тысяч обращений от украинцев из-за нарушения их прав сотрудниками ТЦК.
По словам народного депутата Украины от партии «Голос» и члена парламентского Комитета по вопросам нацбезопасности, обороны и разведки Соломии Бобровской, из-за проблемы «бусификации», которая особенно остро стояла в Закарпатской, Одесской, Черновицкой областях, где это стало системным явлением, парламент в мае 2024 года заключил договоренность с Генштабом и Министерством обороны об увеличении их полномочий и обязательств местной власти в обмен на прекращение применения силы во время мобилизации. Органы военного управления, как утверждает народная депутатка, нарушили договоренность, а привлечение руководителей ТЦК и СП к ответственности носит единичный характер. Народный депутат Украины Егор Чернев подтверждает существование такой договоренности. В начале декабря 2024 года он сообщил, что профильный парламентский комитет неоднократно вызывал на свои заседания представителей минобороны из-за случаев «бусификации», которые всё ещё случаются.
Как утверждает Председатель Совета резервистов Сухопутных войск ВСУ Иван Тимочко, «бусификацию», как правило, проводили среди «уклонистов» и людей, которые находились в розыске. Но вопрос «раскручивался в медиа и среди политиков ради своих рейтингов».

## Оценки
По словам военного, а в прошлом депутата Львовского городского совета Игоря Шолтиса, в условиях войны государство должно использовать свою монополию на насилие и привлекать таким образом людей в армию, если люди отказываются делать это добровольно. Впрочем, он также отмечает негативный эффект от увеличения числа немотивированных людей в силах обороны Украины.
По мнению военного и бывшего народного депутата Игоря Луценко, нужно не путать «бусификацию» с принудительной мобилизацией, которая была во всех странах во время тотальных войн. Принудительная мобилизация предполагает, что государство рассчитывает на квалифицированных специалистов определённой сферы, а призванные являются по повестке для прохождения процедуры мобилизации и обучения. Однако, если военнообязанных случайным образом хватают на улице, это значит, что план мобилизации отсутствует, а представители власти работают для отчётности.
Центр стратегических коммуникаций и информационной безопасности связывает циркулирование термина с усилиями российской пропаганды усилить антимобилизационную риторику и дискредитировать ТЦК как институцию.

## Культурное влияние
Украинский писатель Андрей Курков обращает внимание на растущую популярность этого «унизительного термина», вплоть до его использования в Верховной раде. Он находит его использование оскорбительным как для представителей армии, так и для самих мобилизованных, отмечая параллели с британскими вербовочными бригадами Викторианской эпохи (англ. press-gangs), которые забирали на флот всех попавшихся под руку мужчин.
Термин «бусификация» стал словом 2024 года в Украине по версии словаря неологизмов «Мыслово».